# Turning Up And Turning On
Turning Up And Turning On är ett countryalbum av Billy "Crash" Craddock. Det släpptes 1978 på skivbolaget Capitol.

## Låtlista
1. You Are Everything I Wanted You To Be
2. If I Could Write A Song As Beautiful As You
3. Delilah
4. What Are Memories Made Of
5. Let's Go Back To The Beginning
6. Hubba Hubba
7. Rip It Up
8. Let The Good Times Roll
9. Lonely Weekends
10. Never Ending